# Katalin Szilágyi
Katalin Szilágyi, född den 16 november 1965 i Nyíregyháza, Ungern, är en före detta ungersk handbollsspelare (högersexa).

## Karriär
Katalin Szilágyi spelade handboll för klubben Debreceni VSC i tio säsonger mellan 1980 och 1991. Hon spelade 199 matcher i klubben och lade 1036 mål för klubben och är på tredje plats över målgörarna i klubben.Hon vann det ungerska mästerskapet 1987, och röstades samma år också fram till årets kvinnliga handbollsspelare  i Ungern.
Efter VSC Debreceni skrev hon kontrakt med för nederländska klubben Swift Roermond och avslutade sin professionella karriär där. Hon medverkade i 179 matcher för det ungerska landslaget och gjorde 627 mål i landslaget.
Hon var medlem i det ungerska laget, som vann VM-silvermedaljen 1995.  Hon tog OS-brons i damernas turnering i samband med de olympiska handbollstävlingarna 1996 i Atlanta.

## Meriter i klubblag
- Ungerska ligan  : 1987

## Individuella utmärkelser
- Årets handbollsspelare i Ungern: 1987
- All star team högernia VM 1995